# Louis Golding
Louis Golding (Manchester, 19 novembre 1895 – Londra, 9 agosto 1958) è stato uno scrittore e sceneggiatore britannico.

## Biografia
Nato da genitori di origine ebraica-ucraina, fu educato alla Manchester Grammar School ed al The Queen's College di Oxford. Fu costretto ad interrompere gli studi a causa della chiamata sotto le armi allo scoppio della prima guerra mondiale, venendo impiegato nella campagna di Macedonia. Suo fratello minore morì sulla Somme durante il conflitto.
I suoi racconti traggono ispirazione dalla sua città natale Manchester, che chiama "Doomington", e da tematiche legate al mondo ebraico. Il suo romanzo del 1931, Magnolia Street, venne adattato dallo stesso Golding in collaborazione con A. E. Rawlinson per una rappresentazione teatrale di Charles B. Cochran, da cui fu poi tratto il film Magnolia Street Story.
Il romanzo Honey for the ghost fu giudicato da Anthony Boucher e Jesse Francis McComas come miglior opera dell'orrore del 1949 per l'incomparabile clima di terrore che creava.
Golding realizzò anche numerose sceneggiature per il cinema britannico ed Hollywood, tra cui The Proud Valley con Paul Robeson del 1940, L'inferno degli uomini del cielo del 1946 e Mr. Emmanuel, che era un adattamento del racconto Magnolia Street.

## Opere
- Sorrow Of War (1919)
- Forward from Babylon (1920)
- Shepherd Singing Ragtime: and other poems (1921)
- Prophet And Fool (1923)
- Seacoast Of Bohemia (1923)
- Sunward (1924)
- Sicilian Noon (1925)
- Day of Atonement (1925)
- Luigi of Catanzaro (1926)
- The Miracle Boy (1927)
- Store Of Ladies (1927)
- Those Ancient Lands Being a Journey to Palestine (1928)
- The Prince Or Somebody (1929)
- Adventures In Living Dangerously (1930)
- Give Up Your Lovers (1930)
- Magnolia Street (1931)
- James Joyce (1933)
- The Doomington Wanderer (1934)
- Five Silver Daughters (1934)
- The Camberwell Beauty (1935)
- The Pursuer (1936)
- In The Steps Of Moses The Lawgiver (1937)
- The Jewish Problem (1938)
- Mr. Emmanuel (1939)
- Hitler Through the Ages (1939)
- The World I Knew (1940)
- We Shall Eat and Drink Again (1944)
- The Vicar of Dunkerly Briggs (1944)
- Who's There Within? (1944)
- The Call of the Hand: And Other Stories (1944)
- Pale Blue Nightgown: A Book of Tales (1944)
- No News From Helen (1945)
- The Glory of Elsie Silver (1945)
- The Dance Goes On (1947)
- Bareknuckle Lover: And Other Stories (1947)
- Three Jolly Gentlemen (1949)
- Honey for the Ghost (1949)
- The Dangerous Places (1951)
- To the Quayside (1954)
- The Bareknuckle Breed (1952)
- The Loving Brothers (1953)
- The Little Old Admiral (1958)
- The Frightening Talent (1973), postumo